# John Rigby (martyr)
Pour les articles homonymes, voir Saint Jean et John Rigby.
Jean Rigby (né vers 1570 à Eccleston, Lancashire, en Angleterre - 21 juin 1600) est un gentilhomme anglais du Lancaster exécuté sous le règne d'Élisabeth Ire pour apostasie. 

## Biographie
On sait peu de chose sur le passé de Jean Rigby si ce n'est qu'il grandit dans une famille anglicane et qu'il travaillait comme intendant pour un noble dont la fille était elle aussi redevenue catholique. Lui-même devenu catholique après sa rencontre avec Jean Jones deux années auparavant, en 1597 il est convoqué par un commissaire chargé de l'interroger (Le soupçon est venu du fait qu'il n'assistait à aucun office religieux anglican). Avouant qu'il était catholique, il est envoyé à la prison de Newgate puis transférer à la prison de White Lion. Dans sa prison, il retrouve Jean Jones qui l'aide à tenir ferme dans sa foi et dont il sera le témoin de l'exécution. Après plusieurs années enfermé, il est condamné à mort pour trahison. Il est dit qu'il aurait dit au juge que sa condamnation pour trahison est « la chose qu'il désirait ».

## Vénération
Jean Rigby fut béatifié en 1929 par le pape Pie XI. Il a été canonisé le 25 octobre 1970 par le pape Paul VI. Sa fête est fixée le 21 juin. Il est l'un des quarante martyrs d'Angleterre et du Pays de Galles.